# Europejski długodystansowy szlak pieszy E5

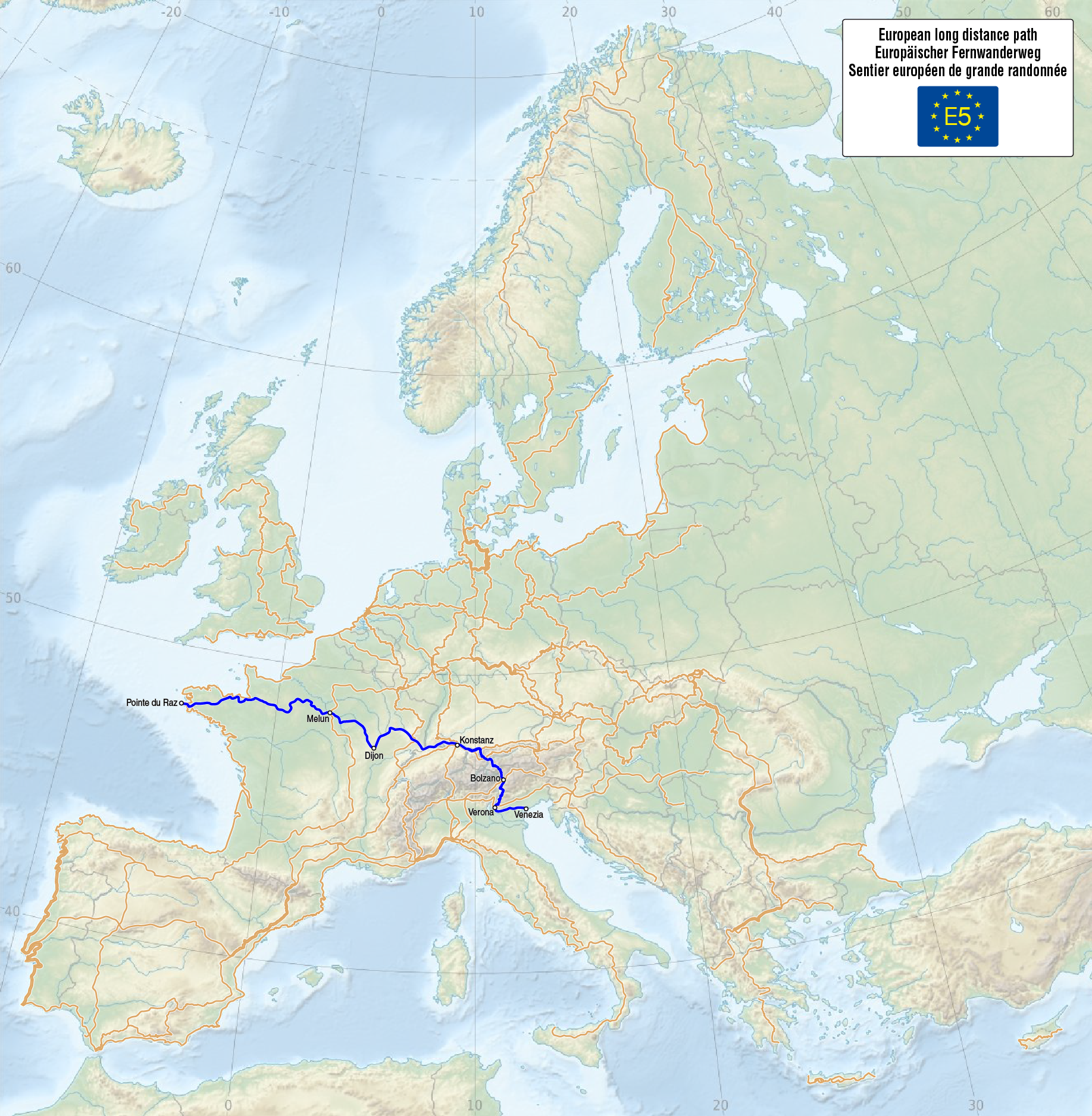
Mapa szlaku E5

Oznaczenie szlaku E5

Europejski długodystansowy szlak pieszy oznaczony symbolem E5 jest znakowanym szlakiem turystycznym, jednym z 11 europejskich szlaków wędrówkowych. Długość szlaku wynosi 3200 km.

## Przebieg szlaku
Przybliżony przebieg: Francja (Pointe du Raz) – Szwajcaria – Niemcy – Austria – Włochy (Werona)